# Liste der Träger des Order of the Republic of The Gambia (Commander)

Bandschnalle „Order of the Republic of The Gambia“

In der Liste der Träger des Order of the Republic of The Gambia, Commander sind Personen oder Organisationen gelistet, die den Orden Order of the Republic of The Gambia der Stufe Commander (CRG) erhalten haben.
Die Liste ist noch unvollständig und soll stetig erweitert werden.

## Träger
Jahr der Verleihung nicht bekannt
- Alieu Badara N’Jie (vor 1976)[1]
- Justice Hassan Bubacar Jallow[2]
- Harriet Ndow (unter der Regierung Yahya Jammeh, vor 2009)[3]
- Chris Alli (CRG Honorary)[4]

1990
- Hon. Justice Emmanuel Olayinka Ayoola (CRG Honorary)[5]

2000
- Alhaji Abdoulie Jobe, Imam Ratib of Banjul[6]

2001
- Julia Dolly Joiner, AU-Kommissarin für politische Angelegenheiten[7]
- Momodou Clarke Bajo, Gouverneur der Zentralbank von Gambia[8]

2003
- Bala Garba-Jahumpa, Botschafter Gambias in Kuba
- Fouad Said, charge d’affaires am Genfer Büro der Vereinten Nationen (CRG Honorary)

2004/2005
- Susan Waffa-Ogoo, Secretary of State for Fisheries, Natural Resources and the Environment
- Landing Badjie, Inspector General of Police
- Lt. Col. Momodou Badjie, deputy chief of staff Gambia armed forces
- Alh. Pa Madikay Faal, Gemeindeführer
- Edgar Lin, Botschafter von Taiwan in Gambia (CRG Honorary)
- William Cecil „Bill“ Roberts (CRG Honorary)[11]

2006
- Justice Babucarr Semega Janneh, Präsident des Obersten Gerichts in Gambia
- Muhammed Bazzi, Geschäftsführer, GAM Petroleum Storage Facility Company (CRG Honorary)
- Omar Jah, Berater des Generalsekretärs der OIC
- John O. Kakonge, ehemaliger Direktor der UNDP-Landesorganisation (CRG Honorary)
- Mrs. Cecilia Cole, ehemalige stellvertretende Sprecherin der National Assembly (posthum) (CRG Honorary)[13]
- Hon. Belinda Bidwell, Sprecherin der National Assembly (CRG Honorary)[13]
- Sam Sarr, Diplomat und ehemaliger gambischer Bürgerbeauftragter (posthum)[13]
- Fatou Lamin Faye, Ministerin für Bildung (Secretary of State for Education)[13]
- Musa Gibril Bala Gaye, Minister für Finanzen und Wirtschaft (Secretary of State for Finance & Economic Affairs)[13]
- Tamsir Mbowe, Minister für Gesundheit und Soziales (Secretary of State for Health & Social Welfare)[13]
- Bai-Mass Taal, Minister für Fischereiwesen und Wasserversorgung (Secretary of State for Fisheries & Water Resources)[13]
- Ismaila Sambou, Minister für Gemeinden und Landverwaltung (Secretary of State for Local Government & Lands)[13]
- Malick Njie, amtierender Leiter des Royal Victoria Teaching Hospital[13]
- Mangum Ceesay, ehemaliger Botschafter in den Vereinigten Arabischen Emiraten[13]
- James C. F. Huang, taiwanesischer Außenminister (CRG Honorary)[14]

2007
- Mariam M. Mohammed, nigerianische Hochkommissarin in Gambia (CRG Honorary)[15]

2009
- Fatoumatta Jahumpa-Ceesay, Sprecherin der National Assembly
- Chief Justice Abdou Karim Savage
- John Msafari (CRG Honorary)
- Francisco Cristina, Honuarkonsul in Italien (CRG Honorary)
- Imam Sheikh Alieu Cherno Mass Kah, Imam Ratib of Banjul
- Jean Tamba alias Tamba Jirro (CRG Honorary)
- Imam Abdoulie Fatty, Imam State House Mosque
- Imam Saja Fatty, State house
- Bischof Robert Ellisson, katholischer Bischof von Banjul
- Reverend Norman Grigg, Vorsitzender der Methodistischen Mission
- Imam Dawda Jallow, Imam police line mosque

2010
- Elizabeth Renner, Sprecherin der National Assembly
- Jammeh Foundation for Peace
- Gambia Radio & Television Service
- Gambia Red Cross Society
- GPA/OPES
- AVON Fire Brigade UK

2011
- Sierra Leone Cultural Group
- Mali Cultural Group
- West Coast Region Cultural Group
- Lower River Region Cultural Group
- North Bank Region Cultural Group
- Central River Region Cultural Group
- Banjul City Council Cultural Group
- Kanifing Municipal Council Cultural Group
- Aja Fanta Basseh Singateh

2012
- Pamela White, Botschafterin der Vereinigten Staaten in Gambia (CRG Honorary)[19]

2023
- Major Abdoulaye Camara, senegalesischen Armeemajor, Abteilungskommandeur der ECOMIG (CRG Honorary)[20]

2024
- Samuel Lantei Mills, Leiter des Teams für Gambia bei der Weltbank (CRG Honorary)[21]